# Hans-Heinrich Reckeweg
Hans-Heinrich Reckeweg (* 9. Mai 1905 in Herford / Preußische Provinz Westfalen; † 13. Juni 1985 in Baden-Baden) ist der Begründer der Homotoxikologie, einer Modifizierung und Weiterentwicklung der Homöopathie.
Reckeweg wurde 1905 als Sohn des Herforder Grundschullehrers Heinrich Reckeweg geboren. Sein Vater kam durch eigene Erkrankungen in Kontakt mit der Homöopathie. 1924–1930 studierte er Medizin in Würzburg, Münster, Berlin und Bonn. In Berlin kam er über Professor August Bier ebenfalls in Kontakt mit der Homöopathie. 1928 legte er das Staatsexamen ab, 1930 promovierte er in Bonn. Von 1930 bis 1932 war Reckeweg Assistenzarzt im Knappschaftskrankenhaus Völklingen sowie in der inneren Abteilung des Krankenhauses Hamburg-Harburg. Nach der Heirat mit seiner Frau Margarete, geborene Stehle, zog er nach Berlin. 1936 gründete er die Arzneimittelfirma Heel, deren Name ein Akronym aus dem Satz „Herba Est Ex Luce“ („die Heilpflanze bezieht ihre Kraft aus dem Sonnenlicht“) darstellt. 1946 Entlassung aus der Kriegsgefangenschaft und Übersiedlung nach Triberg.
Zwischen 1948 und 1949 entwickelt Reckeweg die Homotoxikologie und die antihomotoxische Therapie. 1954 verlegte Reckeweg Praxis und Firmensitz nach Baden-Baden. 1955 erschien sein Buch „Homotoxine und Homotoxikosen - Grundlagen einer Synthese der Medizin“. 1961 Gründung der „Gesellschaft für Homotoxikologie und antihomotoxische Therapie“. 1962 Herausgabe der Fachzeitschrift „Homotoxinjournal“, die sich 1972 in „Biologische Medizin“ umbenennt. 1978 Verkauf des Pharmaunternehmens und Übersiedlung nach Albuquerque (New Mexico).
Seine Brüder Klaus Günther Reckeweg und Alfred Reckeweg gründeten im Mai 1947 in Herford die Firma Dr. A. Reckeweg & Co. GmbH. Heute ist das Unternehmen bekannt als Pharmazeutische Fabrik Dr. Reckeweg & Co. GmbH. Neuer Produktions- und Verwaltungssitz ist in Bensheim. Besondere Schwerpunkte liegen auf der Herstellung homöopathischer Kombinationsarzneimittel (Gastreu-Serie) und Veterinärarzneimittel (ReVet-Serie).

## Werke
- Hans-Heinrich Reckeweg: Schweinefleisch und Gesundheit, Allgemeinverständlicher Vortrag, 48 S. m. Abb., ISBN 978-3-922907-06-0
- Hans-Heinrich Reckeweg: Homoepathia Antihomotoxica, Symptomen- und Modalitätenverzeichnis mit Arzneimittellehre, 712 S. mit CD-Rom und Beilage Präparateliste, ISBN 978-3-936676-29-7